# شبیه‌ساز کامیون اروپا
شبیه‌ساز کامیون اروپا (به انگلیسی: Euro Truck Simulator)، بازی شبیه‌سازی کامیون در سال ۲۰۰۸ است که توسط اس‌سی‌اس در اروپا ساخته و منتشر شده‌است. بازیکن می‌تواند با انواع کامیون‌ها و تریلرها موجود در بازی، سراسر اروپا رانندگی کند، از شهرهای این قاره بازدید کند، بیش از ۳۰۰ هزار نسخه از این بازی در اروپا فروخته شده‌است. این اولین قسمت از سری بازی‌های شبیه‌ساز کامیون توسط اس‌اس‌سی است.

## روند بازی
«شبیه‌ساز کامیون اروپا» تجربه‌ای واقعی برای رانندگی کامیون‌ها در سراسر اروپا دارد. بازیکن باید همزمان با رعایت علائم خیابان، قوانین بزرگراه و مدیریت مقدار سوخت، کالاها را در سراسر اروپا تحویل دهد. «شبیه‌ساز کامیون اروپا» دارای مدل‌های مختلف کامیون از شرکت‌های واقعی مختلف است. هر کامیون قدرت موتور، لاستیک‌ها و اندازه خاص خود را دارد که بر رانندگی تأثیر می‌گذارد. بازی پایانی ندارد و به بازیکنان اجازه می‌دهد تا پس از انجام تمام اهداف، ادامه دهند.

## کامیون‌های موجود
این بازی دارای مدل‌های محدود کامیون‌های اروپایی با ابزار و تجهیزاتی مانند نشانگرهای چشمک زن، چراغ‌های هشدار دما و سوخت کم، برف پاک کن‌ها و گِیج هستند. کامیون‌ها شامل مرسدس بنز آکتروس (معروف به Majestic)، رنو مگنوم (معروف به رانر)، اسکانیا سری آر (معروف به Swift) و ولوو اف‌اچ ۱۶ (معروف به Valiant) هستند.

## نقدها
| گردآورنده | امتیاز |
| --------- | ------ |
| متاکریتیک | ۷۵/۱۰۰ |

| ناشر              | امتیاز |
| ----------------- | ------ |
| گیم‌اسپات          | ۷۵/۱۰۰ |
| Jeuxvideo.com     | ۶۵/۱۰۰ |
| پی‌سی گیمز         | ۲۰/۱۰۰ |
| پی‌سی زون          | ۴۰/۱۰۰ |
| گیم استار (آلمان) | ۶۴/۱۰۰ |

این بازی در زمان انتشار بیشتر نقدهای مثبتی از سوی منتقدان دریافت کرد. منتقدان گرافیک خوب بازی، دنیای بازی و «تجربه رانندگی رضایت بخش» را برجسته کردند. آنها همچنین زمان رانندگی طولانی و گیم‌پلی تکراری را برای کسانی که طرفدار شبیه‌سازهای حمل و نقل نیستند، جالب نمی‌دانند.
امتیازات کاربران در متاکریتیک، استیم و گیم‌اسپات نشان‌دهنده نظرات مطلوب‌تری از مشتریان نسبت به بررسی‌های اولیه است.